# Haus Siemensstraße

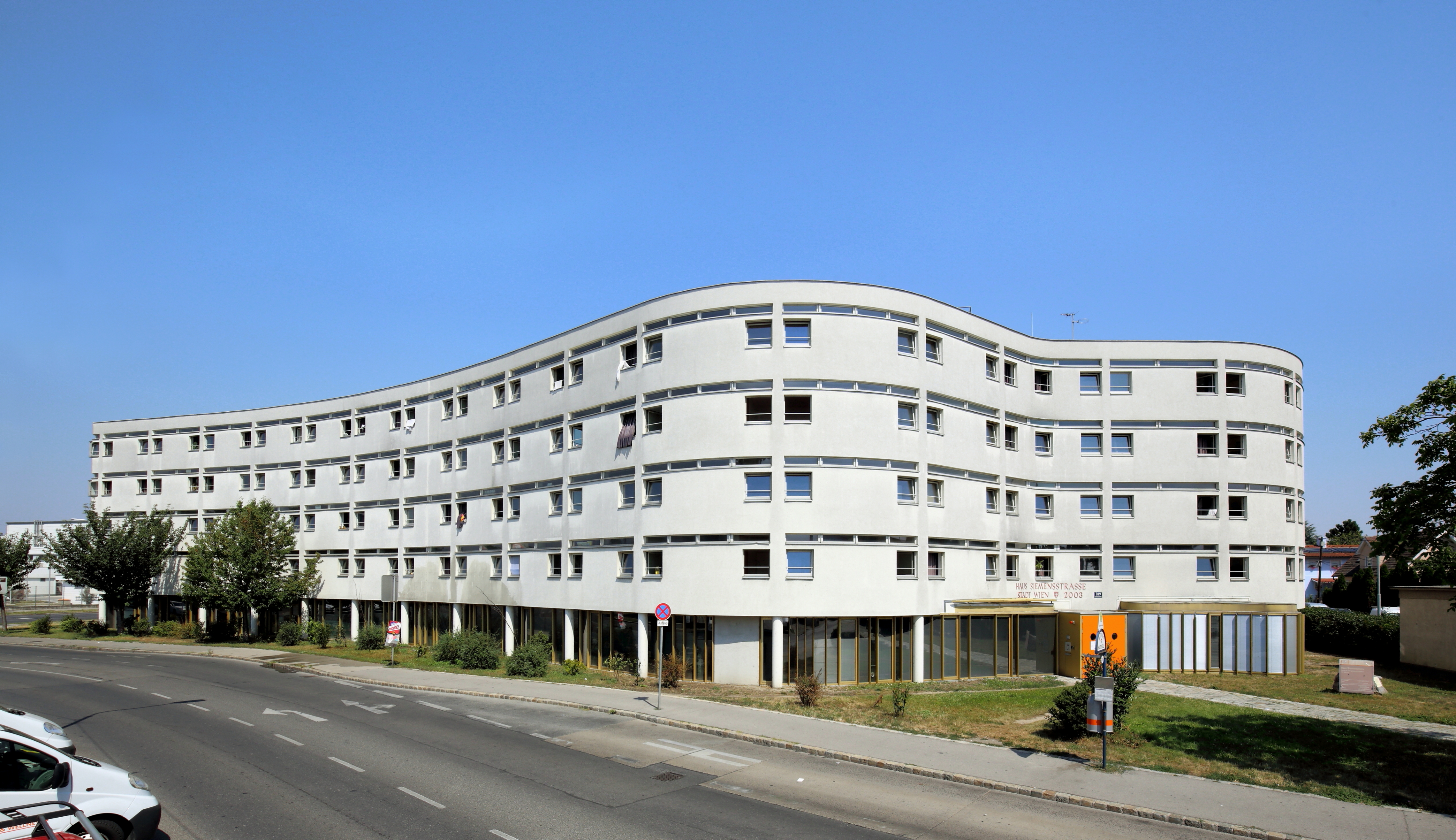
Haus Siemensstraße

Das Haus Siemensstraße war ein betreutes Wohnheim des Fonds Soziales Wien für wohnungslose Männer, an der Adresse Siemensstraße 109 im 21. Wiener Bezirk Floridsdorf. Es wurde am 5. März 2004 eröffnet.
Das Gebäude wurde nach Plänen der Architekten Gruss & Gruss als Ersatz für das Männerwohnheim Meldemannstraße gebaut und hatte rund 235 Einzelzimmer.
Das Heim wurde am 26. Oktober 2023 geschlossen und steht seitdem leer.